# Höversbygrottan

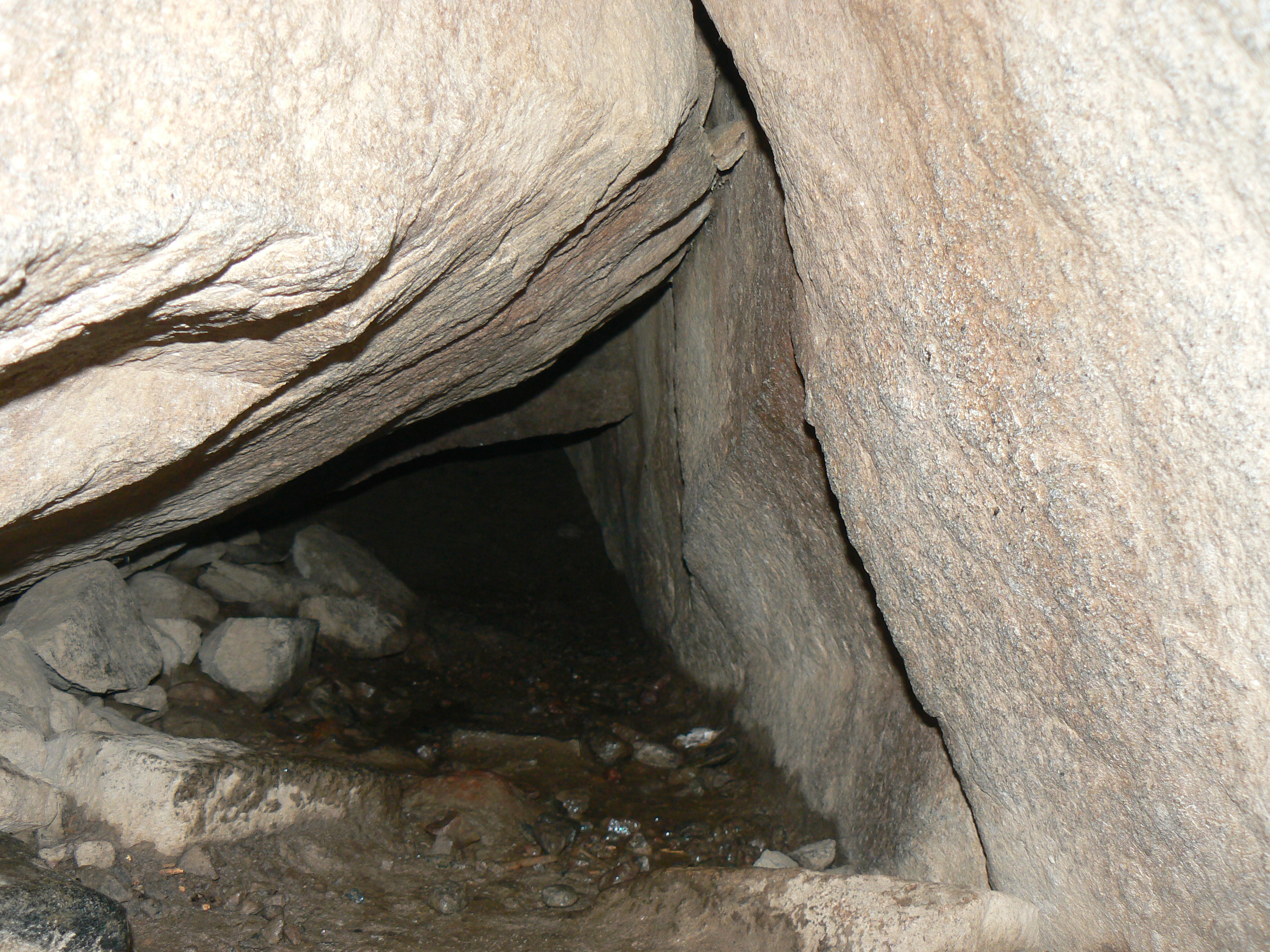
Höversbygrottan – gången till grottans inre kammare. Passagen kräver ålning.

Höversbygrottan är en grottbildning i Linköpings kommun. Grottan ligger vid Höversby i Örtomta församling, 22 km öster om Linköping. Höversbygrottan, som är belägen i en kraftigt uppsprucken bergknalle, är en urbergsgrotta som består av hålrum under och mellan block samt sprickor in i berget. 

## Utformning
Höversbygrottans längd är 50 meter och grottan kan sägas ha två våningar. Genom en i början ganska smal huvudingång som sluttar nedåt samt via ett rymligt men snedställt utrymme, nås en grottkammare med full ståhöjd. Längst ner i den bortre delen av denna leder en låg gång som kräver åtskilliga meter ålning till ytterligare en kammare, som är vid men har låg takhöjd. Från förstnämnda kammare leder också gångar till två grottmynningar som är betydligt trängre än huvudingången.